# Gathynia nigella
Gathynia nigella är en fjärilsart som beskrevs av W. Warren 1907. Gathynia nigella ingår i släktet Gathynia och familjen Uraniidae. Inga underarter finns listade i Catalogue of Life.